# 霍羅利區
44°26′N 132°05′E / 44.433°N 132.083°E
霍羅利區（俄语：Хорольский район），是俄羅斯的一個區，位於該國東南部，由濱海邊疆區負責管轄，始建於1935年1月25日，面積1,968.6平方公里，2010年人口30,281，人口密度每平方公里15.38人。